# Station Włosienica
Station Włosienica is een spoorwegstation in de Poolse plaats Włosienica.